# Aeroporto de Joaçaba
O Aeroporto Santa Terezinha (IATA: JCB, ICAO: SSJA) é um aeroporto público brasileiro que serve ao município de Joaçaba e à região metropolitana do Contestado, no estado de Santa Catarina. Foi inaugurado em maio de 1949. Sua localização na região meio-oeste de Santa Catarina é privilegiada, estando aproximadamente a 300 km das capitais do sul do Brasil, a 300 quilômetros de fronteira com a Argentina e no centro do maior celeiro de aves e suínos do mundo. Não opera voos regulares comerciais desde 2013.

## O aeroporto

### Pistas
Principal (15/33):
- Comprimento: 1 260 m
- Largura: 18 m
- Tipo de pavimento: asfalto
- Resistência (PCN): 10/F/C/Y/U

### Acesso
Está localizado às margens da BR-282, no bairro São Braz.

## Acidentes e incidentes
- Em 30 de agosto de 1975, o avião das Centrais Elétricas de Santa Catarina, com prefixo PT-IGK partiu de Florianópolis, às 14h40, em direção a Joaçaba, levando os pilotos Mário Eberle Schaefer e Hans Adolfo Haeger e os passageiros Adolfo Zigelli, secretário de imprensa de Santa Catarina; Airton Saul Pretto, superintendente nomeado do Fundo de Desenvolvimento do Estado; seu irmão, o chefe de gabinete da Secretaria da Fazenda, Sérgio Antônio Pretto; e o menor Rodrigo Bonato, de nove anos, filho do secretário da fazenda do Estado, Ivã Bonato. Bonato foi o único sobrevivente.[3]
- Em 4 de agosto de 1963, um Douglas DC-3 da Sadia Transportes Aéreos, com registro PP-SLL em rota de Joaçaba para Videira, bateu em um morro em Ibicaré quando se aproximava do destino final, por conta da pouca visibilidade. Todos os 10 ocupantes morreram, sendo 4 tripulantes e 6 passageiros.[4][5]